# Van Hool AGG300

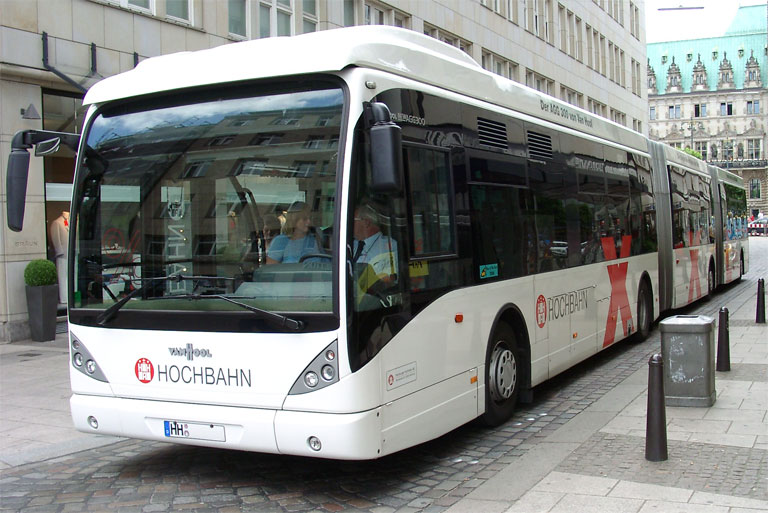
Hochbahn's newAGG300 in Hamburg

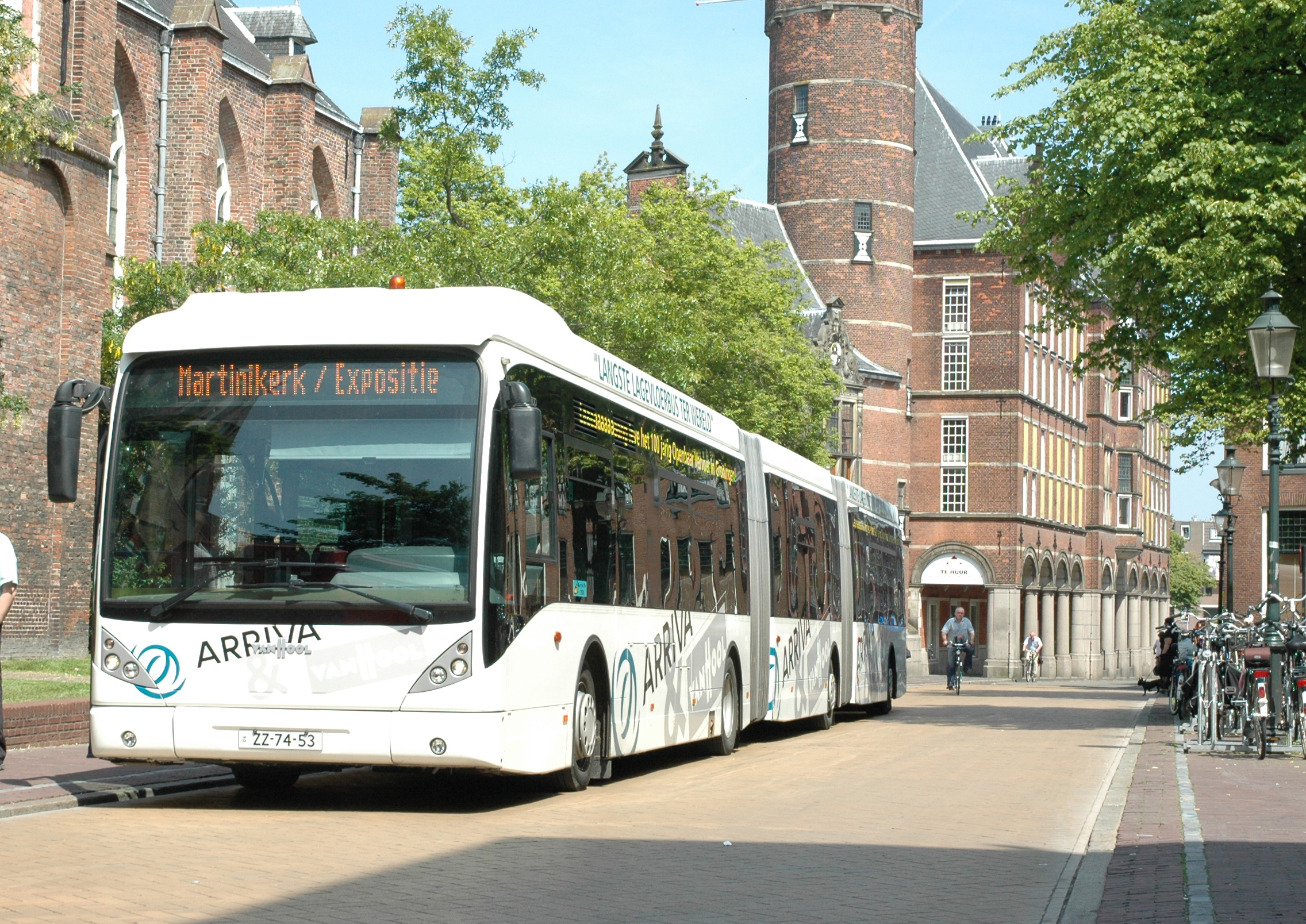
Arriva's newAGG300 in Groningen

De Van Hool AGG300 is een bijna 25 meter lang dubbelgeleed bustype van de Belgische fabrikant Van Hool. In de jaren negentig zijn twee prototypes gemaakt. Een van deze wagens reed tot medio juni 2020 bij de TEC in Luik op lijn 48 tussen het centrum en de universiteit van Luik.
In 2002 heeft het GVU voor de drukke lijnen 11 en 12 in Utrecht een order geplaatst bij Van Hool voor 15 bussen van dit type, allen met een vernieuwd front. Deze wagens hebben de benaming Van Hool newAGG300. Hiermee was Utrecht de eerste stad waar deze bussen op grote schaal werden ingezet. In 2003 werden nog 12 extra bussen geleverd.
In juni 2006 heeft in het kader van het 100-jarig bestaan van het openbaar vervoer in de stad Groningen enkele dagen een demo AGG300 gereden. Deze werd 's ochtends ingezet op lijn 15 en in de middag op lijn 22.

## Inzet
| Vervoerder                  | Aantal   | Series    | Model      | Inzet                | Opmerking | Afbeelding |
| Algerije                    | Algerije | Algerije  | Algerije   | Algerije             | Algerije | Algerije   |
| --------------------------- | -------- | --------- | ---------- | -------------------- | --- | ---------- |
| ??                          | 1        | ??        | new AGG300 | Algiers              | |            |
| België                      |          |           |            |                      | |            |
| De Lijn                     | 1        | 5999      | AGG300     | Antwerpen - Turnhout | Prototype Eerste AGG300 die gebouwd werd. Reed eind maart 1994 een tiental dagen bij De Lijn. Na de proef is de bus overgegaan naar GVU                                                      |            |
| De Lijn                     | 1        |           | new AGG300 | Limburg              | Demobus |            |
| MIVB                        | 1        |           | new AGG300 | Brussel              | Demobus |            |
| TEC                         | 1        | 5763      | AGG300     | Luik                 | Kreeg in Luik de bijnaam la 'Triplette' Tweede AGG300 die gebouwd werd. |            |
| Duitsland                   |          |           |            |                      | |            |
| ASEAG                       | 6        | 231–236   | new AGG300 | Aken                 | |            |
| ASEAG                       | 2        | 194, 195  | new AGG300 | Aken                 | |            |
| DVB                         | 1        |           | new AGG300 | Dresden              | Demobus |            |
| GöVB                        | 1        | Gö 33400  | new AGG300 | Göttingen            | Demobus |            |
| HHA                         | 10       | 8501–8510 | new AGG300 | Hamburg              | |            |
| HHA                         | 15       | 8701–8715 | new AGG300 | Hamburg              | |            |
| HHA                         | 1        | 8400      | new AGG300 | Hamburg              | |            |
| STOAG                       | 1        | 300       | AGG300     | Oberhausen           | Demobus |            |
| Luxemburg                   |          |           |            |                      | |            |
| Voyages Emile Weber         | 1        | 260       | new AGG300 | Luxemburg            | Eerste newAGG300 die in dienst kwam in Luxemburg. |            |
| Voyages Sales-Lentz         | 3        | ??        | new AGG300 | Luxemburg            | |            |
| Nederland                   |          |           |            |                      | |            |
| Arriva                      | 1        | ZZ-74-53  | new AGG300 | Groningen            | Demobus |            |
| GVU                         | 1        |           | AGG300     | Utrecht              | Prototype Reed hiervoor enkele dagen bij De Lijn. Is na de proef verkocht aan een Angolees bedrijf.                                                                                          |            |
| GVU                         | 27       | 4901–4927 | new AGG300 | Utrecht              | Enkele bussen waren tijdelijk in dienst bij U-OV. |            |
| U-OV                        | 17       | 4201–4217 | new AGG300 | Utrecht              | Kwamen geleidelijk in dienst in 2014 vanaf week 7. Iedere week kwam er 1 bus in dienst. De 4201, 4204, 4206, 4208 - 4211, 4213, 4214 en 4217 zijn in de nacht van 13 januari 2023 afgebrand. |            |
| U-OV                        | 20       | 4251–4270 | new AGG300 | Utrecht              | Tijdelijk overgenomen van GVU. Werden vervangen tussen week 7 en week 23 in 2014. Voormalig GVU 4908-4927.                                                                                   |            |
| Zwitserland                 |          |           |            |                      | |            |
| Transports publics genevois | 5        | 101-105   | new AGG300 | Genève               | |            |